# Monorkism

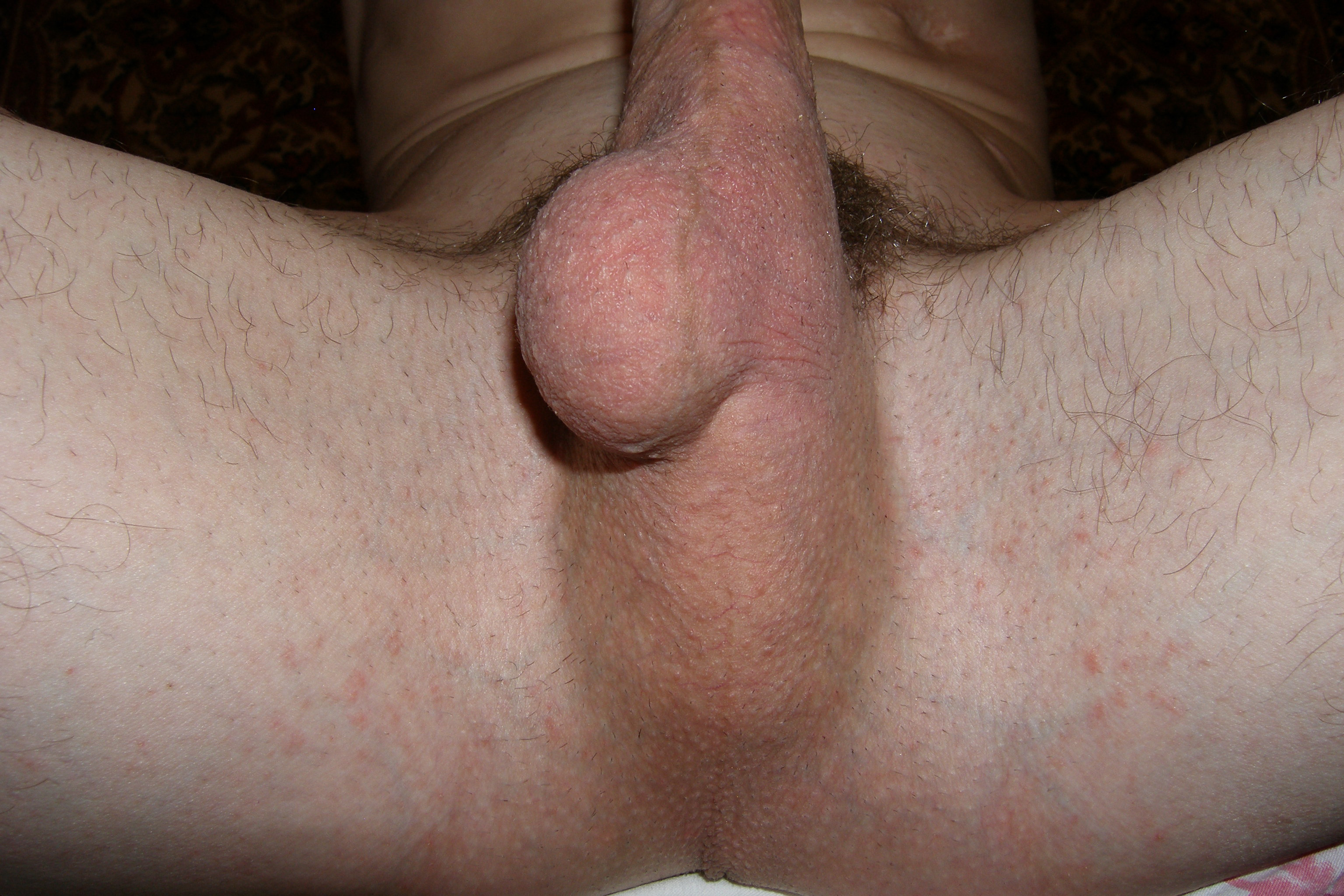
Exempel på monorkism.

Monorkism (av klassisk grekiska μόνος, "ensam", "unik", och όρχις, "testikel") innebär att mannen endast har en testikel i pungen. Detta kan till exempel bero på att mannen är född med endast en testikel eller att en testikel har avlägsnats genom kirurgi, så kallad orkidektomi.